# مغنولية إكمانية
ماغنوليا إكمانية (الاسم العلمي:Magnolia ekmanii) هي نوع من النباتات تتبع جنس الماغنوليا من الفصيلة الماغنولية.